# Molí de Fortianell
El molí de Fortianell és un edifici del municipi de Fortià (Alt Empordà) inclòs en l'Inventari del Patrimoni Arquitectònic de Catalunya.

## Descripció
Molí fariner actualment reformat i utilitzat com a habitatge. De la construcció original, conserva el cacau, buit o canal per on circulava l'aigua entre la roda i les parets del molí. L'edifici actual, de planta quadrangular, consta d'una planta baixa i un pis, probablement mantenint també l'estructura del molí, bastida amb pedra escairada i morter.

## Història
Aquest molí fariner està documentat des de l'època medieval i ha patit nombroses modificacions al llarg dels segles. Està situat al veïnat de Fortianell i va ser comprat per la família Estrada el 1849 juntament amb la resta de masos del lloc. Si bé la resta d'edificis del llogarret van desaparèixer o van ser aprofitats per a la construcció de la Granja-Escola de Fortianell, el molí de Fortianell es va mantenir intacte. Actualment és un habitatge.